# شيريل توساينت
شيريل توساينت (بالإنجليزية: Cheryl Toussaint)‏ هي منافسة ألعاب القوى أمريكية، ولدت في 16 ديسمبر 1952 في بروكلين في الولايات المتحدة.

## وصلات خارجية
- شيريل توساينت على موقع اللجنة الأولمبية الدولية (الإنجليزية)
- شيريل توساينت على موقع أوليمبيديا (الإنجليزية)